# Helhjärtat
Helhjärtat är ett album av Ingemar Olsson som utkom 1971 på skivbolaget Polydor. Inspelningen ägde rum i MNW-studio (Musiknätet, Vaxholm studio).
Albumet är producerat av ingen mindre än Claes af Geijerstam.

## Låtlista
1. Länge leve människan
2. En värld utan kärlek
3. Bussen kommer, bussen går
4. Livets mening
5. Jesus bara du
6. Tack så mycket
7. Annorlunda
8. Sedan sa dom ett namn
9. Biografi
10. Gamla fröken Klang
11. Ett enda liv
12. Det är nog

## Musiker
Musiker som medverkade på skivan var:
- Janne Schaffer - gitarr
- Göran Fristorp - gitarr och sång
- Björn Lider  - gitarr och sång
- Gunnar Bergsten - saxofon, basklarinett och flöjt
- Johnny Bundrick - piano
- Göran Lagerberg - bas
- Ola Brunkert - trummor
- Claes af Geijerstam - sång